# پل مک‌گان
پل مک‌گان (به انگلیسی: Paul McGann) (زاده ۱۴ نوامبر ۱۹۵۹) بازیگر انگلیسی است. از فیلم‌های معروفی که او در آن بازی کرده‌است، می‌توان به سه تفنگدار اشاره کرد.